# Maras Jauh
Maras Jauh is een bestuurslaag in het regentschap Seluma van de provincie Bengkulu, Indonesië. Maras Jauh telt 658 inwoners (volkstelling 2010).